# جريدة الفلاح
جريدة الفلاح، تعتبر من الصحف الصادرة لأول مرة في دمشق، والتي تمكن صاحبها عمر شاكر من الهرب من القوات العثمانية في عام 1920م إلى مكة المكرمة.

## تأسيسها
أول ما تأسست الصحيفة في دمشق في 31 أكتوبر 1919م، ولكن عمر شاكر تمكن من الهرب إلى مكة المكرمة؛ فعاد إلى إصدار صحيفته فيها؛ فظهرت في 24 /12/ 1338هـ/ 8 /9 /1920م، واعتبر عمر عام صدورها في مكة سنتها الثانية.

## تأليفها
تتكون الفلاح من أربع صفحات كبيرة الحجم، وكانت تظهر مرتين في الأسبوع في بادئ الأمر، ولكنها أصبحت أسبوعية بعد 17 أكتوبر 1920هـ، وقد ذُكر في أعداد السنة الثانية بأن الجريدة تُطبع في المطبعة المخصوصة، وقد جاء في وصف الصحيفة بأنها:«جريدة عربية جامعة تخدم العرب والعربية، وكان شعارها هو: حي على الفلاح» أما هدفها فقد كان العمل من أجل استقلال بلاد العرب والدفاع عن حقوقهم، وكانت الفلاح في سنتها الأولى بمكة متأثرة بشخصية محررها الذي - كما وصفه ناظر الصحة في الحكومة الهاشمية بجدة - «صريحاً مفرطاً في اندفاعه» فكانت مقالاتها تتسم بالحماسة واستثارة العاطفة، وكانت تجند نفسها لخدمة القضية السورية، ثم أصبح اهتمامها بشؤون الحجاز يزداد شيئاً فشيئاً حتى أصبحت شبيهة بجريدة القبلة بادئ الأمر، وقد كانت قد خصصت الأخبار بجزءٍ من صفحاتها إذ كانت ترسل رسائل منسوبة لمراسليها ومخبريها الصحفيين، وقد كانت مواد الصحيفة متنوعة؛ فلم تقصر نفسها على المقالات السياسية، بل كانت تنشر المقالات الاجتماعية والعلمية والمواد الفكاهية، وكانت تحرص على نشر الصور الفوتوغرافية التوضيحية، ولم تول الفلاح ميدان الأدب شيئاً من اهتمامها، ولكنها لم تكن وحدها في ذلك، فإن جميع الصحف الهاشمية قد شاركتها في هذا الاتجاه ومهما يكن فإنه يبدو أن إسهامها الأدبي الوحيد هو أن مقالاتها السياسية والاجتماعية قد كُتبت بأسلوب أدبي مؤثر، فأسلوب تحريرها يشبه أسلوب جريدة القبلة من حيث الاشراق والوضوح، ومن حيث تأثره القوي بطرق التعبير الأدبية الجزلة، ولم تكن صفحاتها مجالاً تلتقي فيه أقلام الكُتاب لأن رئيسها هو الذي كان يحرر معظم موادها باستثاء بعض إسهامات الكُتاب المحليين.

## ظروف الصحيفة
كان لندرة أعداد الفلاح وقلة ما يوجد عنها من معلومات أثر كبير في اختلاف من حاولو تحديد عدد ما صدر عنها بمكة من أعداد، فقد ظن حسين نصيف بأن الفلاح لم تصدر في مكة إلا في عامها الخامس، ولذلك قال بإن أعدادها المكية قد بلغت 46 عدداً، ولكن رشدي ملحس قال بأن أعدادها المكية قد بلغت بضعة وخمسين عدداً.

## توقف الصحيفة
كان أخر عدد بتاريخ 20/2/ 1343هـ - 20 /9 /1924م، ومن المرجح أنها أحتجبت في مطلع الشهر التالي عندما انسحبت القوات الهاشمية من مكة.

## انظر ايضاً
- جريدة المدينة
- جريدة الرياض
- جريدة الجزيرة